# Harry Osborn
Pour les articles homonymes, voir Osborn.
Harold « Harry » Osborn est un personnage de fiction évoluant dans l'univers Marvel de la maison d'édition Marvel Comics. Créé par le scénariste Stan Lee et le dessinateur Steve Ditko, il apparaît pour la première fois dans le comic book Amazing Spider-Man (vol. 1) #31 en décembre 1965.
Fils de Norman Osborn, meilleur ami de Peter Parker (Spider-Man) et père de Normie Osborn et de Stanley Osborn, Harry Osborn est la deuxième incarnation du super-vilain nommé le Bouffon vert. Dans ses histoires, il est aussi présenté comme un super-héros.
Le personnage a été popularisé auprès du grand public grâce à son important rôle dans les films de la trilogie Spider-Man (2002-2007) de Sam Raimi.

## Biographie du personnage

### Origines
Harry Osborn était le meilleur ami de Peter Parker (le héros Spider-Man). Ils partageaient même un appartement ensemble. Il ne savait rien de l'identité secrète de Peter et ne comprenait pas toujours ces escapades subites. Il fila le parfait amour avec Mary-Jane Watson jusqu'à ce qu'il devienne le super-vilain le Bouffon Vert pour venger son père, Norman Osborn, le premier Bouffon vert.
Dans un premier temps, Peter le neutralisa et l'envoya dans un asile psychiatrique pour suivre une psychothérapie. Il rencontra sa future femme et eut un fils. Son passé le rattrapa, il redevient le Bouffon vert. En sauvant Spider-Man d'une mort certaine; il fait l'effort de trop, ce qui lui coûtera la vie.

### Parcours
Néanmoins, avant de mourir, Harry avait créé un ordinateur très puissant dans lequel il y avait des copies de son esprit et de celui de son père. Après sa mort, l'ordinateur s'activa et envoya des sortes de robots Bouffons verts féminins enlever son fils Normie dans le but de lui injecter le sérum du Bouffon et faire de lui le nouveau Bouffon Vert. L'enfant sera finalement sauvé par Spider-Man et L'Homme de métal. De plus, il fournit au Caméléon deux robots LMD en version améliorée qui ont l'apparence des parents de Peter dans le but de le tourmenter. Peter qui acceptait peu à peu le faux-retour de ses parents est anéanti quand il apprend la supercherie. Il découvre sur un enregistrement vidéo que Harry en est l'investigateur après avoir laissé le Caméléon pour mort.
À la suite du pacte que les époux Parker ont passé avec Méphisto pour sauver May Parker, la réalité est modifiée : May est bien sûr sauvée, le mariage de Peter et Mary Jane est effacé de l'histoire ; personne ne se souvient qu'ils sont mariés et Harry est en vie. Désormais, il est en Europe et en bons termes avec Peter car il ne se souvient plus de son identité secrète. Il finit par divorcer de Liz puis s'engage dans plusieurs relations qui aboutissent à un mariage puis à un divorce pour certaines jusqu'à sa relation avec Lily Hollister, la fille d'un des candidats à la mairie de New-York qu'il soutient financièrement.
Au même moment, un nouveau super-vilain du nom de Menace apparaît à New-York. Son costume et ses pouvoirs rappellent ceux du Bouffon Vert. Spider-Man se met à le traquer et suspecte Harry d'être Menace. Norman Osborn, qui est de retour revêt son costume de Bouffon et se bat contre lui. Harry tente donc d'arrêter son père, mais celui-ci commence à l'attaquer. Spider-Man s'interpose et le sauve. Ensuite, Harry réussit à sauver son ex-beau-frère, L'Homme de métal, après lui avoir administré un composé chimique qu'il a lui-même inventé, le Prometheus X-90. Il fait la paix avec Liz.

### Secret Invasion
Après la tentative de conquête de la Terre par les Skrulls, Osborn loue Liberty Island et demande Lily en mariage au sommet de la statue de la Liberté. Cependant, celle-ci refuse en prétextant ne pas être prête pour le moment. Un peu plus tard, en se rendant chez elle, il la surprend portant le costume de Menace. Elle lui explique les raisons de son agissement et accepte sa demande avant de s'enfuir pour aller libérer son amie Carlie Cooper, injustement arrêtée. Harry récupère l'équipement de son père volée par Lily pour l'arrêter. Alors qu'elle est en plein combat avec Spider-Man, il lui tire une fléchette contenant de l'antidote au sérum du Bouffon et elle reprend instantanément sa forme humaine. Puis Lily est incarcérée.
Quelque temps après, Harry reçoit une étrange proposition de son père, lui demandant d'entrer dans sa nouvelle organisation, HAMMER. Il refuse dans un premier temps mais après la visite de Lily - que Norman a fait évadé - qui lui révèle être enceinte, il accepte. Il se rend à la tour des Avengers et participe au projet American Son de Norman. Mais son seul but reste de retrouver Lily et de la protéger avec leur enfant à naître. Quand il la retrouve, elle lui avoue la vérité : sa grossesse était une ruse pour le convaincre de devenir l'American Son que Norman lui-même sacrifierait pour monter en cote de popularité et que celui-ci est le véritable père du bébé. Furieux, il décide d'aller affronter son père (qui porte l'Iron Patriot) avec l'armure qui lui était destiné, l'American Son. Norman le renie en lui disant qu'il trouva bien meilleur héritier que lui. Harry est sur le point de le tuer quand Spider-Man le convainc de ne pas le faire pour ne pas devenir comme lui. Il décide donc de s'éloigner de son père.
Après que son père lui ait coupé les vivres, Harry s'installe dans l'ancienne chambre de Peter chez sa tante May. Il commence à fréquenter la cousine de celui-ci, Amy Reilly. Quand May revient de voyage alors que son esprit a été corrompu par Mister Negative, elle l'expulse, l'obligeant donc à aller vivre chez Mary-Jane. Au moment où son père devait être arrêté, l'armure d'American Son a été volée. Harry a été immédiatement suspecté puisqu'elle ne peut être activée que par un membre de la famille Osborn. De plus, il reçoit la visite de son demi-frère, Gabriel Stacy qui lui tire dessus en lui reprochant d'avoir eu d'une meilleure vie que lui grâce à leur père. American Son arrive et le sauve, ce qui lave Harry de tout soupçon dans son implication dans le vol de l'armure. Il apprend finalement que c'est Gabriel qui l'a volée, celui-ci souffrant de troubles de la personnalité comme Norman.
Un jour, alors que lui, Peter, Mary-Jane et Carlie se retrouvent dans son café entre amis, Lily arrive en fracassant la fenêtre poursuivie par une orde de super-vilains. Étant sur le point d'accoucher, elle n'a que le temps de leur dire que le Dr Octopus veut son bébé pour trouver un remède à sa maladie. Peter se change rapidement, sauve ses amis et emmène le bébé avec lui pour le protéger des vilains tandis que Harry et MJ emmènent Lily en sécurité. Carlie, elle, préfère ne pas les suivre, étant trop en colère contre Lily. Dans le feu de l'action, Peter teste l'ADN du bébé et découvre que son père biologique est bien Harry. Quant à Lily, elle décide d'abandonner l'enfant et s'enfuit. Après l'affrontement, il l'encourage à partir loin d'ici afin de commencer une nouvelle vie avec son fils. Harry suit son conseil et décide de quitter New-York avec son fils qu'il nomme Stanley. Durant la réception organisée pour son départ, il rencontre l'officier Vin Gonzales, un admirateur de son père, qui le menace. Harry lui donne un coup de taser et s'en va avec Stanley.

## Famille
Source : Marvel-world
- Norman Osborn (Iron-Patriot / le Bouffon vert, père)
- Emily Osborn (mère, décédée)
- Elizabeth « Liz » Allan Osborn (Liz Allen, ex-épouse)
- Norman « Normie » Harold Osborn Jr (fils)
- Stanley Osborn (fils)
- Mark Raxton (l’Homme de métal, ex-beau-frère)
- Sarah Stacy (demi-sœur)
- Gabriel Stacy (American Son / le Bouffon gris, demi-frère)
- Amberson Osborn (grand-père, décédé)
- Alton Osborn Jr (arrière-grand-père, décédé)
- Alton Osborn Sr (arrière-arrière-grand-père, décédé)

## Pouvoirs, capacités et équipement

### Pouvoirs et capacités
Harry Osborn n’est qu’un humain normal. Il n’a aucune capacité surhumaine et surtout, ce n’est pas ce que l’on pourrait appeler un grand sportif
Malgré cela, lorsqu’il s’injectera une version du sérum du Bouffon vert, il développera les mêmes pouvoirs que son père, Norman Osborn, à savoir :
- une force surhumaine : il peut soulever jusqu’à 10 tonnes[6].
- une vitesse, une agilité, des réflexes et une endurance surhumaine[6].
- une intelligence décuplée[6].
- un facteur guérisseur[6].

Lors de son retour à la vie, survenue dans One More Day, Harry n’était plus le Bouffon vert. Malgré tout, on ne sait pas s'il a conservé des pouvoirs liés au sérum. Harry n'a pas eu de pouvoir particulier pendant la majorité de sa vie.

### Équipement
En tant que Bouffon vert, Harry portait un costume identique à celui de son père et aux couleurs criardes (vert et violet). En outre, il utilisait également :
- un planeur pour se déplacer. Ce planeur était en forme d’une espèce de chauve-souris et il était équipé de diverses armes telles que des lance-missiles, lance-grenades ou un lance-flammes[6]. Harry utilisait le planeur monoplace mis au point par son père. Il le modifia et l’améliora, le rendant plus rapide et plus maniable que le modèle utilisé par le premier Bouffon vert. Le planeur a  une grande maniabilité et sa vitesse de pointe est de 140 km/h. Enfin, il peut maintenir jusqu’à 180 kg.
- des bombes en sorte de citrouilles[6]. Elles sont de plusieurs types : explosives, incendiaires, à gaz.
- un sac à malices qui renfermait de nombreuses autres armes plus dangereuses les unes que les autres[6].

Son costume résiste aux lames et aux couteaux et son masque est équipé d’un filtre lui permettant de ne pas succomber à ses divers gaz asphyxiants.
Lors de Dark Reign, Norman Osborn, alors devenu directeur de la sécurité mondiale et des Vengeurs, fit de lui l’American Son. Harry reçu alors une injection d’un sérum (un mixte entre le sérum du Bouffon et du super-soldat) qui lui donna une force et des réflexes surhumains mais aussi une armure, l’American Son. Cette armure est, à l’instar de celle de Norman, l’Iron Patriot, copiée sur celle d’Iron-Man. Elle permettait à Harry de voler, de tirer des rayons répulseurs et d’avoir accès à un divers attirail d’armes et d’outils informatiques.
Dans le film Spider-Man 3, il y a aussi une épée.

### Points faibles
La principale faiblesse de Harry reste sa solitude et donc sa fragilité psychologique. Rejeté et opprimé par un père trop sévère et exigeant, Harry n’a eu de cesse de l’impressionner et de tout faire pour lui plaire or cela n’a jamais suffi. Le sérum du Bouffon Vert qu’il s’est injecté a accentué ses troubles de la personnalité mais surtout, il l’a aussi empoisonné.

## Versions alternatives

### Ultimate Spider-Man
Harry Osborn apparait dans Ultimate Spider-Man. C'est un des amis de Peter Parker. Avant que Peter ne devienne Spider-Man, Harry fréquentait Mary Jane. Harry assistera à la mort de sa mère, provoquée par son père devenu le Bouffon Vert. Il est ensuite rapatrié par le SHIELD et envoyé en thérapie. Il ne se rappelle pas le meurtre de sa mère. Il pense qu'elle est morte dans un incendie. Une fois de retour au lycée, Peter l'évite. Quelque temps après, Peter combat à nouveau le Bouffon et Harry découvre son identité. Il est à nouveau rapatrié par le SHIELD. Il revient ensuite au lycée, se rappelant toujours l'identité secrète de Peter, et un ancien homme de main de son père le contacte. On apprend alors que Norman Osborn contrôlait son fils depuis le début. Il lui avait injecté le sérum Oz (à la base du Sérum du Super-Soldat, du Bouffon Vert et de Spider-Man) et lui avait fait subir des séances d'hypnose pour qu'il oublie. Après quelques mots prononcés par l'ancien homme de Norman, Harry se transforme devant Peter en Super-Bouffon.
S'ensuit alors une bataille dans New York, où Spider-Man a le dessus, Harry le suppliant de le tuer. L'équipe du SHIELD arrive, et le rapatrie. Le Bouffon Vert réussit une nouvelle fois à s'échapper, et va chez Peter. Norman Osborn redevient célèbre, se faisant passer pour un innocent. Pourtant, le SHIELD ressort Harry, qui va témoigner contre lui. Fou de rage, Norman fonce au SHIELD et se transforme en Bouffon pour affronter son fils, transformé en Super-Bouffon. Lors de la bataille, Norman a le dessus, et tue Harry de ses mains. Se rendant compte de ce qu'il a fait, il redevient normal, et supplie les agents du SHIELD de l'abattre, ce qu'ils font. Cependant  Norman a dit que le sang d'Oz rendait immortel ce qui laisse à supposer qu'il est peut-être encore en vie.

## Apparitions dans d'autres médias
Sauf indication contraire, les informations mentionnées dans cette section peuvent être confirmées par la base de données cinématographiques IMDb,  présente dans la section « Liens externes ».

### Cinéma
Interprété par James Franco

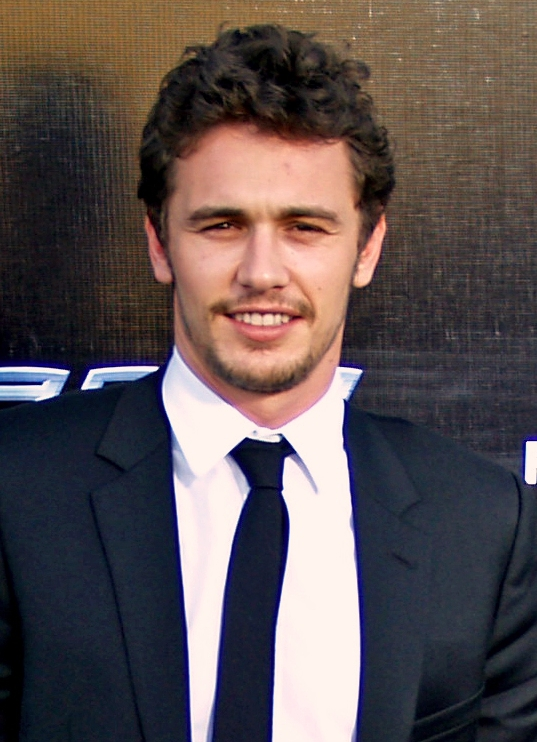
L'acteur James Franco incarne Harry Osborn dans la trilogie Spider-Man (2002-2007).

- 2002 : Spider-Man réalisé par Sam Raimi – Harry Osborn est ici présenté comme le seul ami de Peter Parker, bien qu'il jalouse quelque peu ce dernier pour ses capacités en science, et ne s'écarte progressivement de lui dans le second film. Il est fiancé dans le premier film à Mary Jane Watson. Au terme du premier film, il entre-aperçoit Spider-Man en costume amenant le cadavre de son père à la maison. Déduisant de cela que Spider-Man est l'assassin de Norman, Harry se jure de tuer Spider-Man.
- 2004 : Spider-Man 2 réalisé par Sam Raimi – Harry est désormais à la tête d'Oscorp et organise en partie le projet scientifique qui entraîne la transformation d'Otto Octavius en Docteur Octopus. En conséquence, il conserve la pièce ultime nécessaire au fonctionnement de la machine de ce dernier. Lorsqu'Octopus vient la lui réclamer, il accepte, à condition que le vilain lui ramène Spider-Man vivant. En guise de piste, il lui conseille de chercher auprès de Peter, ayant deviné que ce dernier est lié d'une manière ou d'une autre au héros. Octopus réussit à capturer le Tisseur, et le ramène à Harry, qui, comme promis, lui donne la pièce. Harry se prépare ensuite à tuer Spider-Man en privé, mais, découvrant que ce dernier n'est autre que Peter Parker, il s'en trouve trop stupéfait pour le tuer, et le laisse partir. Peu après, à la suite d'une vision de son père l'incitant à le venger, il découvre le laboratoire du Bouffon Vert...
- 2007 : Spider-Man 3 de Sam Raimi – Peter tente de s'expliquer à Harry, en vain. Ce dernier s'injecte le sérum de son père, devenant ainsi le nouveau Bouffon Vert (New Goblin dans la version anglaise), avec un équipement légèrement modifié comparé à celui de Norman. En tant que nouveau Bouffon Vert, il fait une tentative de tuer Peter Parker, mais une chute l'amène à perdre la mémoire des événements récents, y compris la double-identité de Peter et la mort de son père. En conséquence, il se réconcilie avec Peter et Mary Jane. Cependant, ses souvenirs reviennent peu après, et, poussé par une nouvelle vision de son père, il oblige Mary Jane à rompre sa relation avec Peter, attirant ce dernier chez lui pour un combat. Peter, portant alors le costume noir, finit par l'emporter, et montre un cynisme et une cruauté forte envers Harry, affirmant que son père le méprisait. Dans l'explosion qui s'ensuit, Harry est partiellement défiguré par l'une de ses propres bombes.  Peu après, Peter, libéré du costume noir, vient demander son aide à Harry contre l'Homme-Sable et Venom. Harry refuse, mais apprend peu après par son majordome que, comme le lui avait affirmé Peter, son père s'est tué lui-même. Comprenant son erreur, il vient finalement former une alliance avec son ancien rival contre Venom et l'Homme Sable. Son intervention permet de vaincre l'Homme-Sable et de sauver Peter. Il est malheureusement blessé à mort par Venom, qui l'embroche sur les lames de son propre planeur lorsqu'il s'interpose pour protéger Spider-Man. Il meurt peu après, entouré par Peter et Mary Jane, avec qui il s'est finalement réconcilié.

Interprété par Dane DeHaan

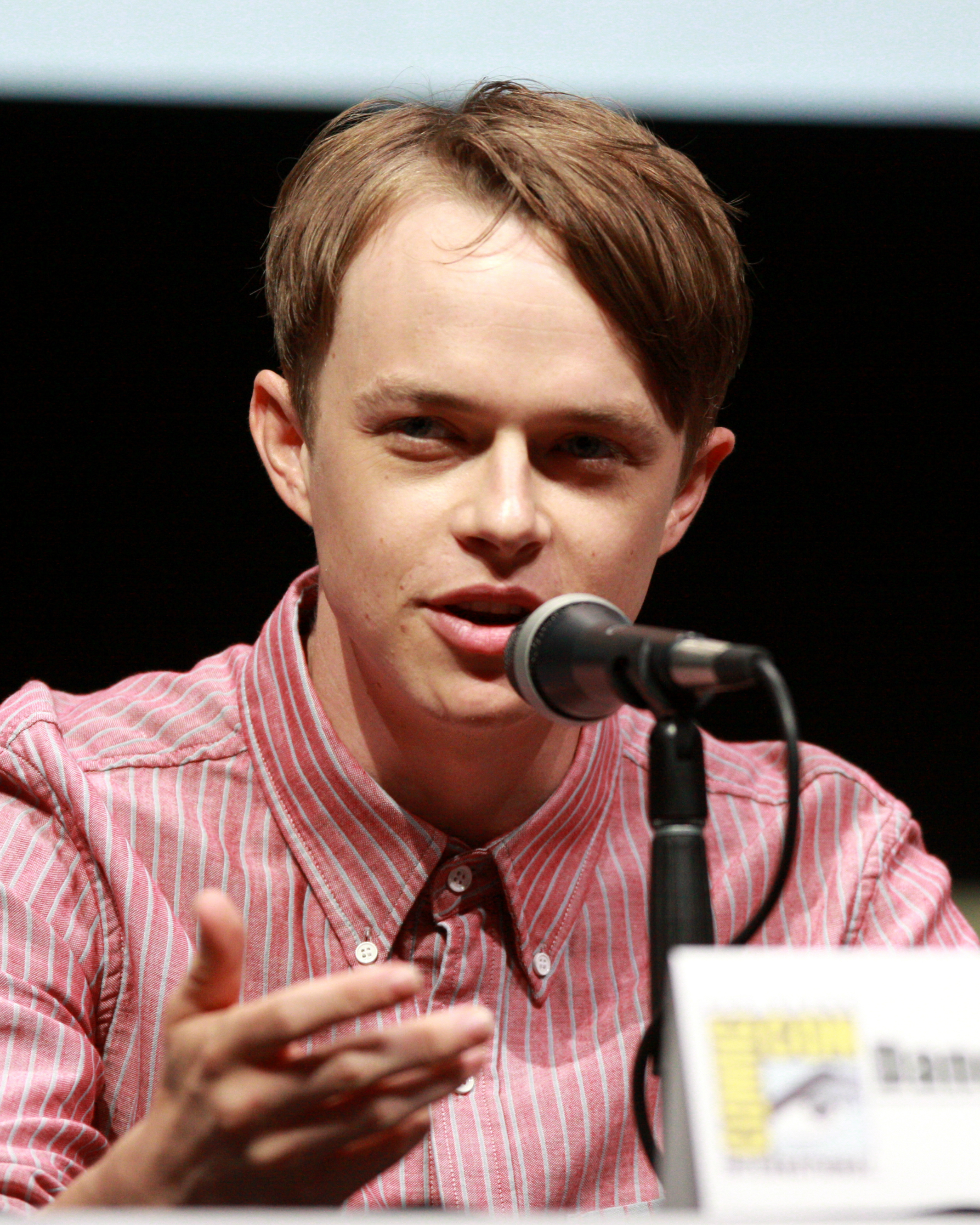
L'acteur Dane DeHaan incarne Harry Osborn dans The Amazing Spider-Man : Le Destin d'un héros (2014).

- 2014 : The Amazing Spider-Man : Le Destin d'un héros réalisé par Marc Webb – Harry est un adolescent de 19 ans revenu du Brésil pour voir une dernière fois son père avant qu'il ne meurt. Celui-ci lui avoue dans un dernier souffle que sa maladie est génétique et que Harry finira aussi par en mourir un jour ou l'autre. Maintenant à la tête d'Oscorp, Harry développe les premiers symptômes de la maladie de son père et tente par tous les moyens de se soigner. Il découvre dans de vieux dossiers que son père avait jadis travaillé avec Richard Parker sur des araignées génétiquement modifiées qui auraient pu permettre de guérir la maladie des Osborn. Or, il découvre que ces fameuses araignées ont été détruites par le conseil d'administration de Oscorp afin de regagner la confiance des investisseurs à la suite de l'incident biologique provoqué par le professeur Connors dans le premier film. C'est alors qu'une idée émerge dans l'esprit de Harry. Il est persuadé que Spider-Man a acquis ses pouvoirs grâce à ces araignées et cherche alors à recueillir son sang. Cependant, Spider-Man refuse au motif que si leurs sangs ne sont pas compatibles, Harry risque de mourir ou de se transformer en quelque chose de pire, à l'instar de Connors. Furieux, Harry noie sa dépression dans l'alcool lorsque son assistante lui révèle que le sang des araignées génétiquement modifiées a été conservé par le conseil d'administration au cas où il pourrait servir. D'ailleurs, les membres du conseil s'inquiètent justement de la récente nomination de Harry, qu'ils jugent trop jeune pour diriger une multinational de l'ampleur d'Oscorp. Ayant longtemps chercher à évincer le jeune homme, ils l'accusent d'avoir caché un incident dont a été victime un employé d'Oscorp, incident qu'ils ont en réalité eux-mêmes dissimulé et dont Harry n'avait jamais été tenu au courant. Celui-ci est alors viré et quitte les locaux de la société familiale.  Harry se rend alors à l'Institut Ravencroft où est enfermé l'employé accidenté qui se révèle être Max Dillon qui, à la suite de son incident, a développé le pouvoir de contrôler l'électricité. Cherchant tous deux à se venger de Spider-Man et d'Oscorp, ils s'unissent et retournent au bureau de la multinationale. Tandis qu'Electro s'infiltre dans le réseau électrique, Harry descend au sous-sol d'Oscorp en compagnie de Donald Menken, un membre du conseil d'administration. Il finit par s'injecter le sang des araignées mutantes qui avait effectivement été conservé. Cependant, celui-ci n'a pas les effets espérés et transforme Harry en une sorte de gobelin. Afin de survivre, Harry enfile une armure de combat développée par Oscorp qui stabilise son état. C'est vêtu de cette armure qu'il part vers le réseau électrique où s'affrontent Spider-Man et Electro.  Alors qu'Electro vient tout juste d'être vaincu, Harry arrive sur les lieux et découvre Spider-Man, accompagné de Gwen Stacy. Celle-ci étant la petite-amie de son meilleur ami Peter Parker, il comprend que lui et le Tisseur ne font qu'un. S'ensuit un combat dans une grande Tour Horloge où Gwen sera tuée et Harry vaincu. Plusieurs mois plus tard, on découvre que Harry a été enfermé à Ravencroft et qu'il tente de former les Sinistres Six  avec l'aide de Gustav Fiers afin de prendre sa revanche sur cette ville et Spider-Man. Son état de santé semble s'être stabilisé.

### Télévision
- 1994-1998 : Spider-Man, l'homme-araignée (série d'animation) - doublé en anglais par Gary Imhoff et en français par Sébastien Desjours
- 2003 : Spider-Man : Les Nouvelles Aventures (série d'animation) - doublé en anglais par Ian Ziering et en français par Philippe Allard
- 2008-2009 : Spectacular Spider-Man (série d'animation) - doublé en anglais par James Arnold Taylor et en français par Philippe Valmont
- 2012-2017 : Ultimate Spider-Man (série d'animation) - doublé en anglais par Matt Lanter et en français par Grégory Praet

Dans cette dernière série télévisée, Harry Osborn devient Venom, un projet raté du Docteur Octopus qui travaille pour Oscorp. Au début, le jeune homme pense avoir le contrôle et devient brièvement un justicier voulant remplacer Spider-Man. Mais le symbiote devient de plus en plus fort et prend le contrôle. Venom et Octopus sont les raisons qui poussent Norman Osborn à devenir le Bouffon Vert, un être basé sur les propriétés de Venom.
- 2017-2020 : Spider-Man (Marvel's Spider-Man) (série d'animation) - doublé en anglais par Max Mittelman

Cette version de Harry a les cheveux noirs au lieu de bruns et a été un étudiant à Horizon High. Il apparaît pour la première fois dans le premier court-métrage introduisant la série : La Morsure ,où il participe à l'excursion à Oscorp aux côtés de Peter Parker. Il est incité par Spencer Smythe à saboter un projet ce qui le suspendra d'Horizon, Peter étant chargé de prendre en charge son laboratoire. Il considère Spider-Man comme une menace lors de leurs différentes rencontres. Bien qu'il soit déclaré innocent de l'accident, il décide de s'inscrire à la nouvelle Osborn Academy de Norman Osborn, ignorant que son propre père est celui qui a ordonné à Smythe d'encadrer son fils. Au cours de l'arc "Spider Island", il réussit à guérir toute la population du virus de Jackal's Spider, mais découvre l'identité de Peter en tant que Spider-Man, ce qui brise leur amitié alors qu'il blâme toujours Spider-Man pour ses divers malheurs. Dans l'épisode final en deux parties , il prend l'apparence de l'identité Hobgoblin (similaire à son homologue d'Ultimate Marvel) après avoir été convaincu par son père que Spider-Man doit être arrêté lorsque Spider-Man commence à travailler avec les Sinister Six. Après avoir découvert que Spider-Man était sous contrôle mental, il sauve Peter et devient son partenaire super-héroïque. Cependant, Hobgoblin commence à se montrer au hasard sans que Harry s'en rende compte, pensant qu'il s'agit d'une combinaison de sa haine subconsciente de Spider-Man qu'il n'a pas complètement rejetée et d'expériences qu'il testait pour guérir son père. Lui et Spider-Man découvrent finalement que le second Hobgoblin est Norman qui tente de tuer Spider-Man afin que Harry puisse devenir un héros populaire et continuer à porter le nom Osborn. Après que Harry ait sauvé Spider-Man, Norman semble périr d'une explosion causée par une substance chimique verte. Harry hérite ainsi de la position de son père en tant que nouveau PDG d'Oscorp.
- 2025 : Votre fidèle serviteur Spider-Man (Your Friendly Neighborhood Spider-Man) (série d'animation)

### Jeux vidéo
- 2002 : Spider-Man, doublé en anglais par Josh Keaton
- 2004 : Spider-Man 2, doublé en anglais par Josh Keaton et en français par Marc Saez
- 2007 : Spider-Man 3, interprété par James Franco.
- 2007 : Spider-Man : Allié ou Ennemi, doublé en anglais par Josh Keaton , il y porte un costume très semblable à celui conçu par Sam Raimi dans le film Spider-Man 3 et il est un allié de Spider-Man.
- 2012 : The Amazing Spider-Man
- 2014 : The Amazing Spider-Man 2, en tant qu'un des derniers boss du jeu.
- 2018 : Marvel's Spider-Man, interprété par Scott Porter. Cette version reste toujours le meilleur ami de Peter Parker et de Mary Jane Watson. Harry a été inspiré par sa mère pour devenir un avocat environnementaliste. Il a créé plusieurs stations de recherche à New York pour surveiller la pollution de l'air, ce que Spider-Man peut l'aider à mener à bien une quête parallèle. Bien que Norman Osborn ait dit à Peter et à Mary Jane que Harry prenait de longues vacances en Europe, il est en réalité victime de la même maladie génétique dégénérative qui a tué sa mère et Norman s'efforce de trouver un traitement curatif. Dans une scène post-crédits, Osborn retourne au laboratoire où Harry est placé dans une cuve de rétention avec une substance ressemblant à une toile noire jusqu'à ce qu'un traitement puisse être trouvé pour son état.
- 2023 : Marvel's Spider-Man 2, interprété par Graham Phillips. Dans la suite du jeu Marvel's Spider-Man, Harry semble rétabli de sa maladie et reprend en contact avec Peter et MJ, en outre il a fondé une start-up, la Fondation Emily-May, avec pour objectif de "guérir le monde". Il est dévoilé qu'il possède en lui un symbiote, qu'il croyait être un exosquelette intelligent, qui ralentissait la progression de sa maladie. Lorsqu'il découvre la double identité de son meilleur ami et ce que le symbiote lui permettait de faire, il le rejoint dans sa lutte contre les Chasseurs. Plus tard, quand Peter est gravement blessé par Kraven le Chasseur, Harry transfère inconsciemment le symbiote à ce dernier, faisant alors revenir sa maladie. Lorsque Peter souhaite s'en débarrasser après avoir appris la vraie nature du parasite, Harry parvient à le récupérer et devient Venom. Complètement corrompu, il souhaite désormais "guérir le monde" en l'infectant avec d'autres symbiotes à l'aide d'une météorite qui a amené le symbiote sur Terre. Il sera toutefois raisonné par son meilleur ami et sera débarrassé du symbiote grâce aux pouvoirs Anti-Venom de Peter. Il manque de mourir, mais est sauvé de justesse par la bio-électricité de Miles Morales.